# 挂在外面的情人
《挂在外面的情人》（Well Hung Lover）是一幅由匿名街头艺术家班克斯创作的壁画，位于英格兰布里斯托尔弗罗格莫尔街布鲁克性病诊所（已搬迁）侧面的墙上，绘于2006年。壁画距离地面高约5米，而公园街跨越弗罗格莫尔街的高架桥上几乎与其平齐，因此是最好的观赏壁画的地点。它是英国第一件合法的街头艺术品，获得了布里斯托市议会的追溯许可和保护。

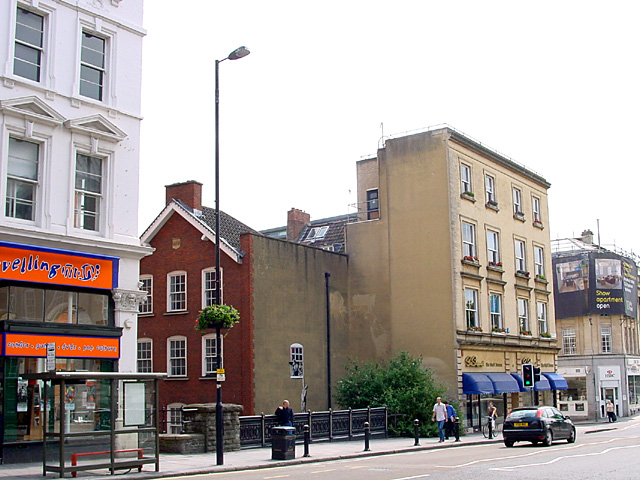

壁画描绘了一个裸体男子挂在窗外，右臂挂在窗台上，左臂遮盖生殖器；窗内有两个人：衣着整齐的丈夫向窗外寻找，旁边是仅穿内衣的妻子。

## 历史

被彩彈槍玷污後(2009年)

壁画创作过程中，为了达到适当的高度，并保持壁画的秘密，在墙上架设了脚手架，并用防水布遮盖。三天后，委员会拆除了脚手架，露出了艺术品。
《挂在外面的情人》出现时，市议会的政策还是打击涂鸦， 因此议会最初是反对这幅壁画。 然而，一些居民支持这幅作品，说它"照亮了"这个地区。 市议会面临要求保留壁画的压力，举行了一项在线民意调查，询问是否应该保留壁画。97%的受访者支持该壁画， 从而获得了英国第一幅合法的街头艺术壁画的追溯许可。 市议会强调，这是一个例外，未来的街头艺术不一定被容忍。
2009年，壁画被彩弹枪玷污，随后市议会部分修复。2018年第二次被涂上黑色喷漆。
2020年，《挂在外面的情人》被纳入一组新的艺术品，称为"邻居"。